# Latham & Watkins
Latham & Watkins è uno studio legale internazionale statunitense, secondo al mondo per fatturato, con 29 uffici in 14 Paesi tra Nord America, Europa, Medio Oriente e Asia. Fa inoltre parte del ristretto numero di studi legali internazionali componenti il gruppo Global Elite.

## Storia
Gli avvocati Dana Latham e Paul Watkins fondarono Latham & Watkins nel gennaio del 1934 a Los Angeles, in California. Laddove lo studio di Latham si occupava principalmente di diritto tributario (prestando egli servizio come commissario dell'Internal Revenue Service degli Stati Uniti durante la presidenza di Dwight D. Eisenhower), quello di Watkins si concentrava invece sul diritto del lavoro. In breve tempo, tuttavia, la società fu capace di espandersi in altri ambiti transazionali, contenziosi e normativi. Alla fondazione, la società era composta da soli tre avvocati, ma crebbe esponenzialmente nel corso degli anni '60 (19) e degli anni '70 (46).
Sebbene abbia radici californiane, il principale ufficio di Latham & Watkins si trova oggi a New York. Lo studio afferma di essere l'unico del suo genere senza una singola sede  principale. Inoltre, è stata la prima società di servizi legali ad aver superato i 3 miliardi di dollari di fatturato nel 2018, perdendo però il primato l'anno successivo a causa dell'impetuosa ascesa del concorrente Kirkland & Ellis.
Latham & Watkins è ritenuto uno degli studi legali più remunerativi al mondo, con profitti per partner superiori ai 2,9 milioni di dollari.

## In Italia
Dal 2008, lo studio è attivamente presente in Italia con un ufficio a Milano, situato nei pressi del Quadrilatero della moda.